# سس ویسکی

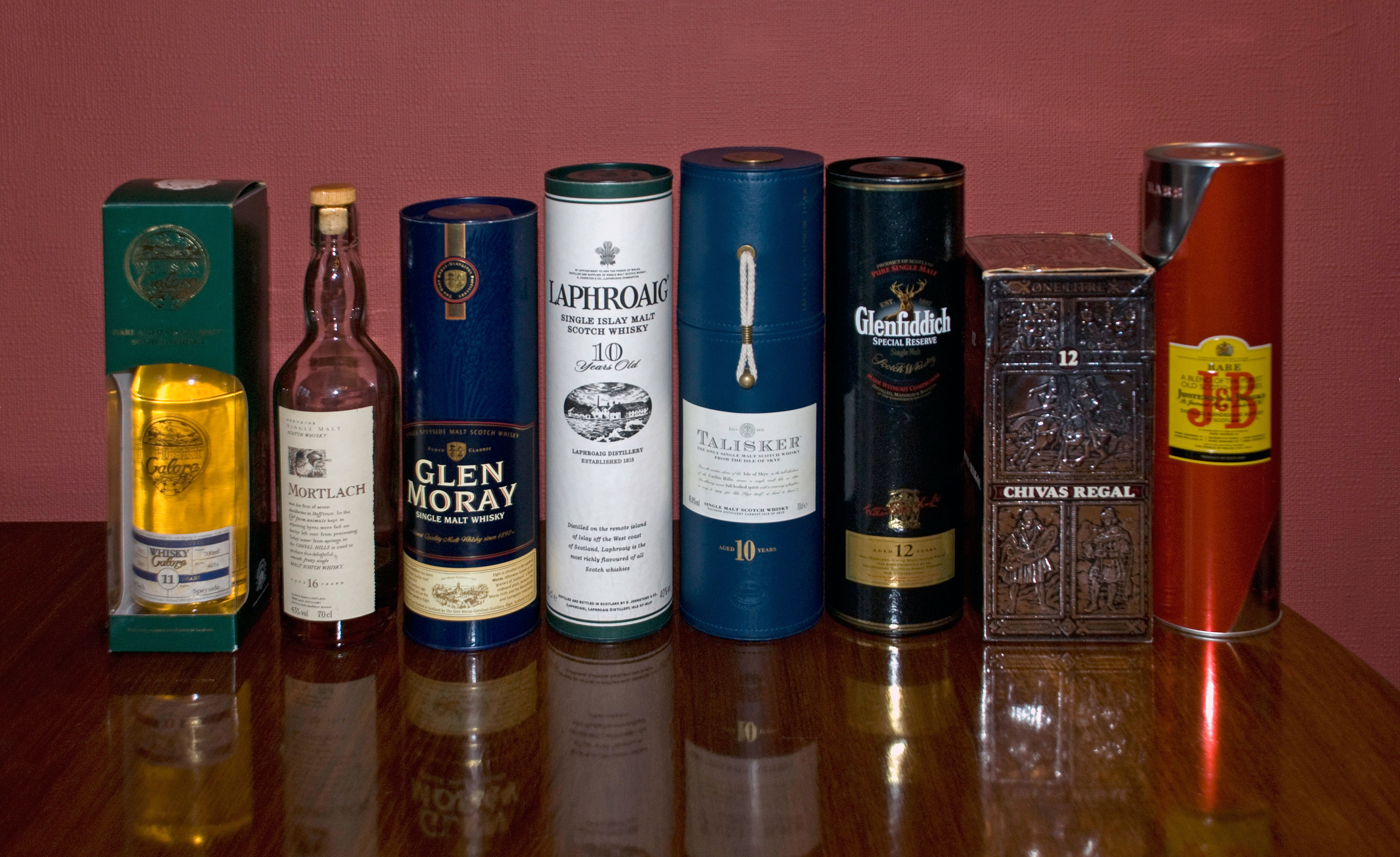
ویسکی اساس سس ویسکی را تشکیل می‌دهد

سس ویسکی نوعی سس در آشپزی اسکاتلندی است که در سطح جهانی رایج شده‌است. با ریختن مقداری ویسکی در قابلمه تهیه می‌شود. سپس آن را آتش می‌زنند تا مطمئن شویم که سس خیلی تلخ نیست. خامه دوبل در حین هم زدن اضافه می‌شود. سپس حرارت را کم می‌کنیم تا سس غلیظ شود و در نهایت چاشنی‌هایی مانند نمک و فلفل به آن اضافه می‌شود. علیرغم این واقعیت که برای قرن‌ها از انواع الکل برای تهیه سس استفاده می‌شود، به نظر می‌رسد فقدان مستندات مربوط به سس ویسکی نشان می‌دهد که این یک اختراع نسبتاً مدرن است. با این حال، مستندات ویسکی در پخت و پز شور حداقل به دوران ویکتوریایی بازمی‌گردد، جایی که استفاده از آن در وعده‌های غذایی در کتاب آشپزی معروف خانم بیتون ، کتاب مدیریت خانگی خانم ایزابلا بیتون ثبت شده‌است. در زمان‌های اخیر، سس ویسکی و سس باربیکیو با هم ترکیب شده‌اند تا سس‌های باربیکیو ویسکی مانند سس‌های جیم بیم و جک دانیلز را ایجاد کنند. به دلیل ماهیت مشخص سس اسکاتلندی، دستور العمل‌هایی از جمله سس ویسکی به عنوان غذاهایی که در شام برنز همراه با غذای اصلی سنتی چغور پغور مصرف می‌شوند، رایج شده‌است.